# FGFA
FGFA（英文全稱：Fifth Generation Fighter Aircraft，FGFA；中文全稱：第五代戰鬥機）或PMF（英文全稱：Perspective Multi-role Fighter，PMF；中文全稱：未來多用途戰鬥機）是印度與俄羅斯合作研發的多用途隱形戰鬥機項目，目前尚未完成。該項目計劃是以PAK FA項目中的T-50戰鬥機為基礎，專門為印度研發一款戰鬥機。FGFA（Fifth Generation Fighter Aircraft）是印度方面的稱呼，而俄國則將印俄合作開發的戰鬥機稱為PMF（Perspective Multi-role Fighter）。
現時，俄國將主要對PMF進行45個改進，包括隱形性能，超音速巡航、傳感器與航電等方面。PMF將在俄羅斯技術人員的協助下，授權印度方面的印度斯坦航空有限公司生產並使用。
有報道指出，至今印度的印度斯坦航空有限公司的參與份額已經下降至13%，引起印度方面的憂慮和不滿。在2012年底，印度已為項目投資了大約三億美元。在2018年印度中止了對FGFA計畫的投資，現今整個計劃處於暫停狀態。

## 發展歷史
FGFA是繼印俄合作研發布拉莫斯飛彈後，印俄再一次的軍事合作。在2007年印度國防部長訪問俄國期間，與俄國簽署了合作研製新一代戰鬥機（FGFA）的合同，由印度方面負責投資項目，目標是在按照PAK FA研製出專為印度而設計的新一代戰鬥機。
在項目發展初期，印度確定將會購入214架FGFA，但直至2012年，已經下調至144架，而不是之前確定的214架。

### 延誤和成本上升
2012年5月，印度國防部宣布與俄方合作的FGFA項目將會推遲至2019年，相比原定的2017年延遲了兩年時間。
在延誤的同時，印度亦指責項目成本的不斷上升。根據最初計劃，印度預本只打算向項目投資約110億美元，但直至2014年，成本已經上升了10億美元。令到印度的資金受限，必須將購買戰機的數目下調，使原有計劃發生了變化。

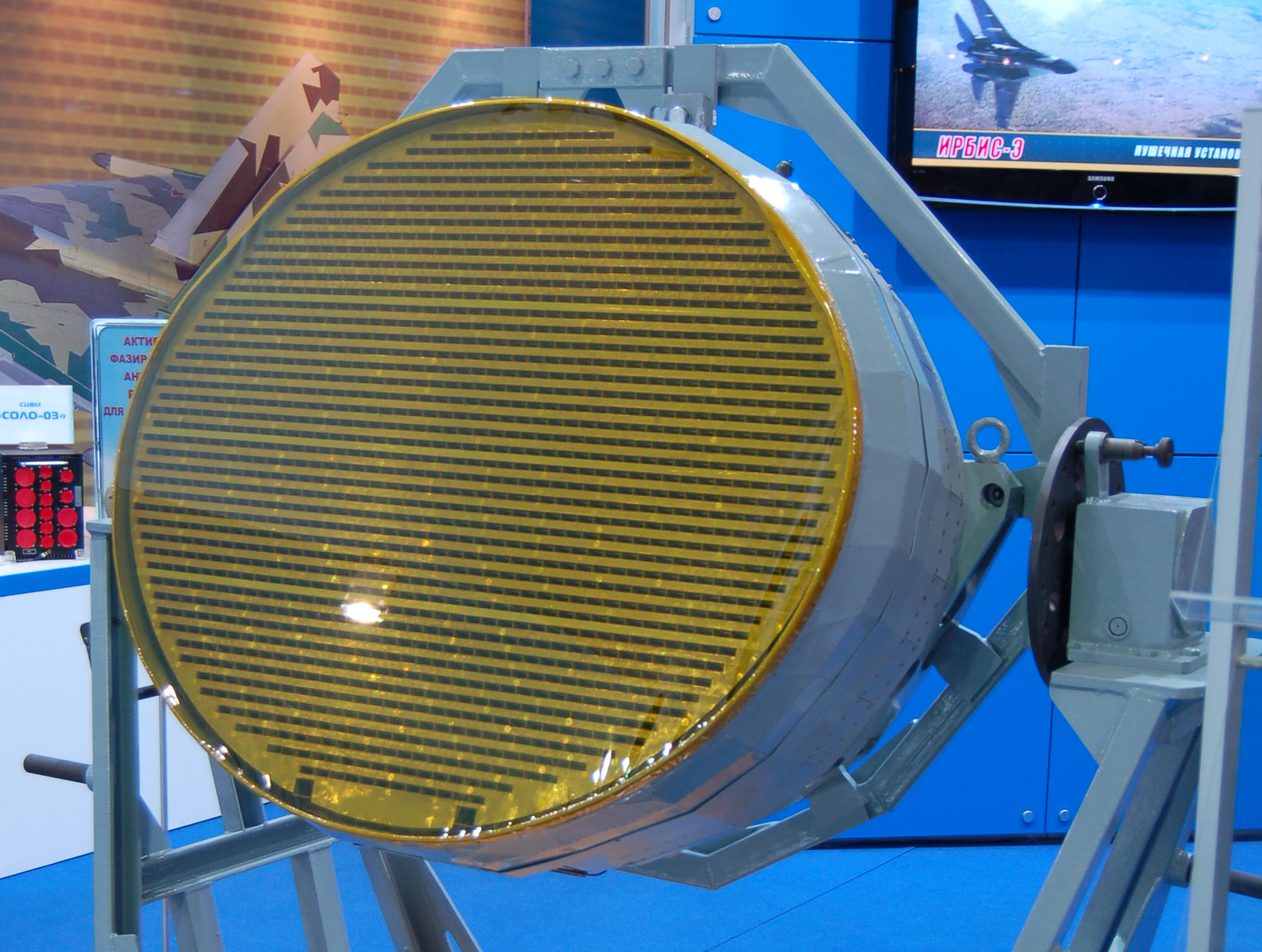
PAK FA/FGFA 的雷達

除此之外，印度對於FGFA的性能一直不滿意，例如它的匿蹤性能，發動機和安全性等方面都使印度不滿意。印方曾就此不滿向俄方表達要求改進，其改進的地方至今已經達到45個，並且這些要求已經寫入印俄雙方達成的《戰術技術要求》協議裡。

### 项目遭取消
據報導，2018年4月20日，印度已退出該項目。印度官員表示，經過多年的談判，拖延和與俄羅斯承包商的談判，他們對該項目的進展越來越失望。他們聲稱對Su-57的能力不滿意。然而，一旦蘇-57進入俄羅斯空軍服役或後來獲得能進行完全開發的平台，印度官員也並不排除重新啟動FGFA項目的可能性。
2018年8月19日，據報導FGFA計劃未被取消; 俄羅斯聯合飛機公司總裁表示這只是謠言，印度仍在與蘇霍伊合作開展FGFA計劃。

## 技術規格（PAK FA）

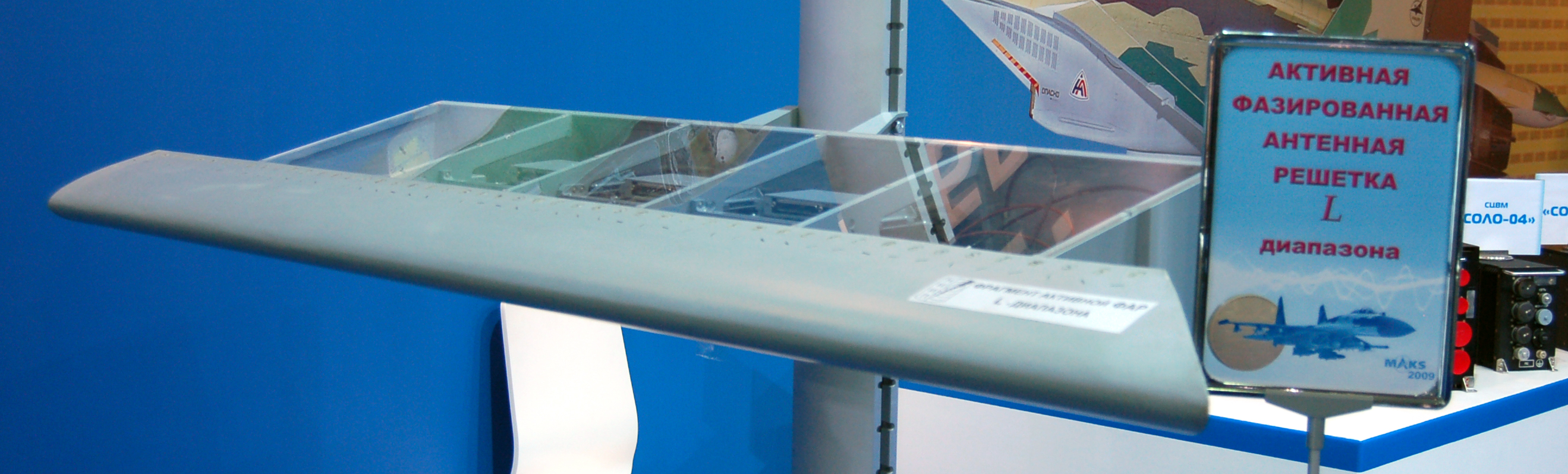
前緣縫翼

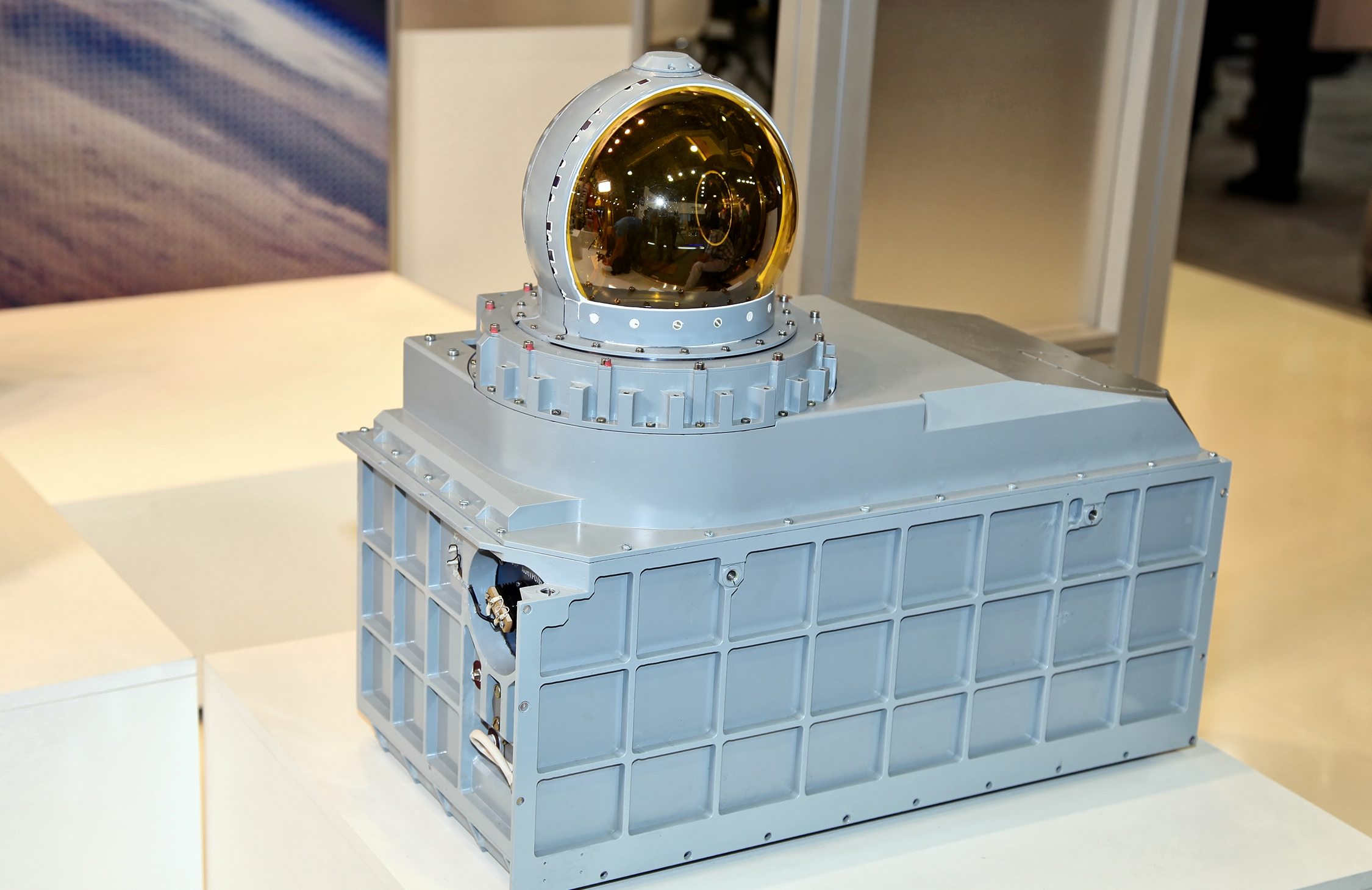
光學檢測吊艙

- 該數據列表是參考FGFA的基礎設計型T-50戰鬥機的數據，而不是真正的FGFA數據。因此數據僅供參考。

参考资料：航空新聞,航空周刊,中航國際
基本信息
- 机组：1-2燃油容量： 10,300 公斤（22,711 磅）[13]

性能
- 推重比：1.06
- 極限： +9.0 G[14]

武器

- 機炮：1 × 30 毫米機關炮
- 外掛：內置彈艙六個，外掛六個

## 資料來源
1. ↑  .   [2018-06-17]. （原始内容存档于2018-06-17）.
2. 1 2 3  . 2012-05-19  [2015-05-03]. （原始内容存档于2015-07-16）.
3. ↑  Menon, Jay. "India And Russia To Ink R&D Phase Of T-50 Program." （页面存档备份，存于） Aerospace Daily & Defense Report, 21 August 2012.
4. ↑  . 2012-10-18  [2015-05-03]. （原始内容存档于2015-07-16）.
5. ↑  . 2014-09-12  [2015-05-03]. （原始内容存档于2015-07-16）.
6. ↑  .   [2020-06-15]. （原始内容存档于2020-06-15）.
7. ↑  . 2012-10-18  [2015-05-03]. （原始内容存档于2015-07-16）.
8. ↑  . 2014-06-13  [2015-05-03]. （原始内容存档于2019-02-16）.
9. ↑  . 2014-09-12  [2015-05-03]. （原始内容存档于2015-07-16）.
10. ↑  Butowski 2012, p. 48-52.
11. ↑  . aviationweek.com.   [6 April 2015]. （原始内容存档于2013-10-20）.
12. ↑  Butowski, Piotr. "Raptorski's Maiden Flight". ]Air International,  Vol. 78, No 3, March 2010, pp. 30–37. Stamford, UK: Key Publishing.
13. ↑  "PAK-FA Sukhoi T-50." （页面存档备份，存于） warfare.ru. Retrieved: 26 January 2011.
14. ↑  . Ruaviation.Com.   [2013-11-16]. （原始内容存档于2013-10-16）.